# Plasma Physics and Controlled Fusion
Plasma Physics and Controlled Fusion is een internationaal, aan collegiale toetsing onderworpen wetenschappelijk tijdschrift op het gebied van de kernfysica.
Het wordt uitgegeven door IOP Publishing.